# Landtagswahlkreis Lübeck-Ost
Der Wahlkreis Lübeck-Ost (Wahlkreis 31, 2012: 32, bis 2009: 36) ist ein Landtagswahlkreis in Schleswig-Holstein. Der Wahlkreis umfasst einen Teil der Stadt Lübeck, östlich folgender Linie gelegen: Wakenitz bis Lübecker Yacht-Club – Heiligen-Geist-Kamp – Sandberg – Ballastkuhle – Untertrave – Schwartau.

## Veränderungen
Der Wahlkreis wurde mit dem Neuzuschnitt vor der Landtagswahl 1950 errichtet. Bei den Wahlen 1954, 1958 und 1962 trug er die Bezeichnung "Lübeck-Travemünde". Der Wahlkreis gilt als SPD-Hochburg und war bei der Landtagswahl 2022 der zweitstärkste Wahlkreis der Sozialdemokraten nach dem benachbarten Wahlkreis Lübeck-West, wurde aber bei dieser Wahl erstmals überhaupt von der CDU gewonnen.
Die Grenzen des Wahlkreises wurden mehrfach erheblich verändert. Bis 2009 umfasste er ein Gebiet östlich folgender Grenze: „Von dem Punkt, wo die Wakenitz die Stadtgrenze zur Gemeinde Lüdersdorf schneidet, dem Verlauf der Wakenitz bis zur Kanal-Trave folgend, von hier entlang der Kanal-Trave bis zur Untertrave, dann in nördlicher Richtung entlang der Untertrave bis zur Mündung der Schwartau, von dort der Schwartau folgend bis zur Bahnlinie, dieser folgend bis zur Grenze der Gemeinde Bad Schwartau.“
Zur Landtagswahl 2012 erhielt der Wahlkreis Lübeck-Ost, der nunmehr die Nummer 32 trug, nach der Auflösung des Wahlkreises Lübeck-Süd einen neuen Zuschnitt. Sein Gebiet lag nunmehr nordöstlich folgender Linie: „Ausgehend von der südlichen Stadtgrenze, entlang der Ratzeburger Landstraße Richtung Norden bis zum Niemarker Landgraben, diesem in nordöstlicher Richtung bis zur Wakenitz folgend, dem Verlauf der Wakenitz in nördlicher Richtung folgend bis zum Falkendamm, vom Klughafen über den Hansahafen bis zum Holstenhafen entlang der Willy-Brandt-Allee und der Marienbrücke bis zur Eisenbahnlinie, dieser in südwestlicher Richtung über den Hauptbahnhof folgend, dann dem alten Eisenbahntrassenverlauf durch das Kleingartengelände folgend entlang der Straße Lübschenfeld bis zur Autobahn A1, dieser in nordöstlicher Richtung folgend bis zur Querung der Krempelsdorfer Allee, dieser in nordwestlicher Richtung folgend bis zur Stadtgrenze.“
Nachdem der Wahlkreis Lübeck-Süd zur Landtagswahl 2017 wieder errichtet worden war, erhielt der Wahlkreis Lübeck-Ost seine heutigen Grenzen.

## Landtagswahl 2022
Die Landtagswahl 2022 ergab folgendes vorläufiges Ergebnisse:
| Gegenstand der Nachweisung | Gegenstand der Nachweisung | Erst- stimmen | Erst- stimmen | Zweit- stimmen | Zweit- stimmen |
| Bewerber                   | Partei                     | Anzahl        | %             | Anzahl         | %              |
| -------------------------- | -------------------------- | ------------- | ------------- | -------------- | -------------- |
| Wahlberechtigte            | Wahlberechtigte            | 58.938        | 58.938        | 58.938         | 58.938         |
| Wähler                     | Wähler                     | 30.697        | 30.697        | 30.697         | 30.697         |
| Ungültige Stimmen          | Ungültige Stimmen          | 434           | 1,4           | 220            | 0,7            |
| Gültige Stimmen            | Gültige Stimmen            | 30.263        | 98,6          | 30.477         | 99,3           |
| davon                      |                            |               |               |                |                |
| Hermann Junghans           | CDU                        | 11.150        | 36,8          | 12.228         | 40,1           |
| Jörn Puhle                 | SPD                        | 8.528         | 28,2          | 6.262          | 20,5           |
| Sophia Marie Pott          | GRÜNE                      | 5.883         | 19,4          | 5.933          | 19,5           |
| Thomas Markus Leber        | FDP                        | 1.430         | 4,7           | 1.548          | 5,1            |
| Dirk Groß                  | AfD                        | 1.561         | 5,2           | 1.560          | 5,1            |
| Thomas Karrenbock          | DIE LINKE                  | 768           | 2,5           | 607            | 2,0            |
| –                          | SSW                        | –             | –             | 1.023          | 3,4            |
| –                          | PIRATEN                    | –             | –             | 96             | 0,3            |
| Gregor Voht                | FREIE WÄHLER               | 470           | 1,6           | 211            | 0,7            |
| –                          | Die PARTEI                 | –             | –             | 190            | 0,6            |
| –                          | Z.                         | –             | –             | 45             | 0,1            |
| Michael Zölck              | dieBasis                   | 351           | 1,2           | 294            | 1,0            |
| Alexander Eddelbüttel      | Die Humanisten             | 122           | 0,4           | 69             | 0,2            |
| –                          | Gesundheitsforschung       | –             | –             | 40             | 0,1            |
| –                          | Tierschutzpartei           | –             | –             | 232            | 0,8            |
| –                          | Volt                       | –             | –             | 139            | 0,5            |

Neben dem erstmals direkt gewählten Hermann Junghans (CDU) schaffte kein weiterer Kandidat den Einzug in den Kieler Landtag.

## Landtagswahl 2017
| Direktkandidat      | Partei  | Erststimmen in % | Zweitstimmen in % |
| ------------------- | ------- | ---------------- | ----------------- |
| Ulrich Krause       | CDU     | 34,5             | 29,1              |
| Thomas Rother       | SPD     | 37,1             | 30,9              |
| Kai Freudenreich    | GRÜNE   | 8,4              | 12,5              |
| Timon Kolterjahn    | FDP     | 5,9              | 10,7              |
| Martin Federsel     | PIRATEN | 1,6              | 1,1               |
| –                   | SSW     | –                | 1,4               |
| Ragnar Lüttke       | LINKE   | 4,2              | 4,7               |
| –                   | FAMILIE | –                | 0,8               |
| Ingo Voht           | FW-SH   | 1,4              | 0,7               |
| Hans-Eberhard Knust | AfD     | 6,7              | 7,1               |
| Regina Warnecke     | LKR     | 0,2              | 0,2               |
| –                   | PARTEI  | –                | 0,6               |
| –                   | Z.SH    | –                | 0,2               |

Der Wahlkreis wurde durch den direkt gewählten Wahlkreisabgeordneten Thomas Rother (SPD), der seit 2000 für unterschiedliche Lübecker Wahlkreise im Parlament saß, im Landtag vertreten.

## Landtagswahl 2012
| Direktkandidat            | Partei  | Erststimmen in % | Zweitstimmen in % |
| ------------------------- | ------- | ---------------- | ----------------- |
| Ulrich Krause             | CDU     | 28,2             | 24,1              |
| Thomas Rother             | SPD     | 45,4             | 37,9              |
| Gerrit Koch               | FDP     | 4,0              | 6,3               |
| André Kleyer              | GRÜNE   | 9,8              | 13,5              |
| Jörg-Niklas Revilla Parra | LINKE   | 3,3              | 3,3               |
| Manfred Vandersee         | PIRATEN | 9,3              | 9,7               |
| –                         | SSW     | –                | 2,9               |
| –                         | FW-SH   | –                | 0,5               |
| –                         | NPD     | –                | 1,0               |
| –                         | FAMILIE | –                | 0,8               |
| –                         | MUD     | –                | 0,1               |

Der Wahlkreis wurde durch den direkt gewählten Wahlkreisabgeordneten Thomas Rother (SPD), der seit 2000 für unterschiedliche Lübecker Wahlkreise im Parlament saß, im Landtag vertreten. Gerrit Koch, der seit 2009 über die Landesliste der FDP dem Landtag angehört hatte, verpasste den Wiedereinzug in das Parlament.

## Landtagswahl 2009
| Direktkandidat  | Partei  | Erststimmen in % | Zweitstimmen in % |
| --------------- | ------- | ---------------- | ----------------- |
| Frank Sauter    | CDU     | 32,1             | 28,0              |
| Hans Müller     | SPD     | 34,7             | 30,4              |
| Gerrit Koch     | FDP     | 11,6             | 14,2              |
| Thorsten Fürter | GRÜNE   | 10,7             | 12,0              |
| -               | SSW     | -                | 1,9               |
| -               | NPD     | -                | 1,1               |
| –               | FAMILIE | –                | 0,8               |
| Oliver Reiß     | LINKE   | 7,5              | 8,0               |
| Georg Karsten   | PIRATEN | 1,8              | 1,8               |
| Thomas Misch    | FW-SH   | 1,0              | 0,7               |
| Michael Suck    | RRP     | 0,5              | 0,4               |
| -               | RENTNER | -                | 0,5               |
| –               | IPD     | –                | 0,0               |

Der Wahlkreis wurde erneut durch den direkt gewählten Wahlkreisabgeordneten Hans Müller (SPD), der dem Parlament bereits seit 2005 angehört hatte, im Landtag vertreten. Frank Sauter, der von 1992 bis 1996 und von 2005 bis 2009 über die Landesliste der CDU dem Landtag angehört hatte, verpasste den Wiedereinzug in das Parlament. Stattdessen wurden Gerrit Koch (FDP) und Thorsten Fürter (Grüne) über die Landeslisten ihrer Parteien erstmals in die Volksvertretung gewählt. Fürter legte sein Mandat im Januar 2012 nieder, nachdem er von seiner Partei nicht erneut aufgestellt worden war.

## Landtagswahl 2005
Die Landtagswahl 2005 ergab folgendes Ergebnisse:
| Gegenstand der Nachweisung | Gegenstand der Nachweisung | Erst- stimmen | Erst- stimmen | Zweit- stimmen | Zweit- stimmen |
| Bewerber                   | Partei                     | Anzahl        | %             | Anzahl         | %              |
| -------------------------- | -------------------------- | ------------- | ------------- | -------------- | -------------- |
| Wahlberechtigte            | Wahlberechtigte            | 63.616        | 63.616        | 63.616         | 63.616         |
| Wähler                     | Wähler                     | 39.361        | 39.361        | 39.361         | 39.361         |
| Ungültige Stimmen          | Ungültige Stimmen          | 1.401         | 3,6           | 646            | 1,6            |
| Gültige Stimmen            | Gültige Stimmen            | 37.960        | 96,4          | 38.715         | 98,4           |
| davon                      |                            |               |               |                |                |
| Hans Müller                | SPD                        | 17.165        | 45,2          | 16.419         | 42,4           |
| Frank Sauter               | CDU                        | 15.483        | 40,8          | 14.536         | 37,5           |
| ?                          | FDP                        | 2.216         | 5,8           | 2.446          | 6,3            |
| ?                          | GRÜNE                      | 2.037         | 5,4           | 2.090          | 5,4            |
| –                          | SSW                        | –             | –             | 804            | 2,1            |
| –                          | NPD                        | –             | –             | 1.032          | 2,7            |
| –                          | FAMILIE                    | –             | –             | 357            | 0,9            |
| ?                          | Übrige                     | 1.059         | 2,8           | 1.031          | 2,7            |

Neben dem erstmals direkt gewählten Hans Müller (SPD) schaffte zunächst kein weiterer Kandidat den Einzug in den Kieler Landtag. Der CDU-Kandidat Frank Sauter, der dem Parlament bereits von 1992 bis 1996 angehört hatte, rückte am 28. April 2005 für Jost de Jager, der zum Staatssekretär im Ministerium für Wissenschaft, Wirtschaft und Verkehr ernannt worden war, in den Landtag nach.

## Bisherige Abgeordnete
Direkt gewählte Abgeordnete des Wahlkreises Lübeck-Ost und (1954, 1958 und 1962) des Wahlkreises Lübeck-Travemünde waren:
| Jahr | Direktkandidat     | Partei | Erststimmen in % |
| ---- | ------------------ | ------ | ---------------- |
| 2022 | Hermann Junghans   | CDU    | 36,8             |
| 2017 | Thomas Rother      | SPD    | 37,1             |
| 2012 | Thomas Rother      | SPD    | 45,4             |
| 2009 | Hans Müller        | SPD    | 34,7             |
| 2005 | Hans Müller        | SPD    | 45,7             |
| 2000 | Renate Gröpel      | SPD    | 51,2             |
| 1996 | Renate Gröpel      | SPD    | 41,6             |
| 1992 | Sigrid Warnicke    | SPD    | 46,2             |
| 1988 | Sigrid Warnicke    | SPD    | 58,6             |
| 1987 | Sigrid Warnicke    | SPD    | 49,5             |
| 1983 | Sigrid Warnicke    | SPD    |                  |
| 1979 | Hans-Jürgen Wolter | SPD    | 47,4             |
| 1975 | Hans-Jürgen Wolter | SPD    | 47,1             |
| 1971 | Erich Eltermann    | SPD    | 47,3             |
| 1967 | Paul Bromme        | SPD    | 46,5             |
| 1962 | Paul Bromme        | SPD    | 47,3             |
| 1958 | Paul Bromme        | SPD    | 42,9             |
| 1954 | Paul Bromme        | SPD    | 40,0             |
| 1950 | Hans Oldorf        | SPD    | 36,8             |